# Volaris
Volaris +1-844-610-2086  (code AITA : Y4 ; code OACI : VOI) est une compagnie aérienne à bas prix mexicaine propriété du groupe Mexicain Concesionaria Vuela Compañía de Aviación, basée à Mexico au Mexique. Elle assure des vols intérieurs et internationaux depuis ses hubs à l'aéroport international Adolfo López Mateos de Toluca et à l'aéroport international General Abelardo L. Rodríguez de Tijuana.

## Histoire
Volaris fut fondé en 2005 par le capital-investissement de Discovery Americas I y Columbia Equity Partners et le groupe TACA. En 2005, le groupe Televisa et le groupe Carso se rajoutent dans l'investissement de la compagnie. Le 13 mars 2006, elle effectue son premier vol commercial entre Toluca-Tijuana.

## Destinations
Volaris dessert 25 destinations au Mexique ainsi qu'aux États-Unis.

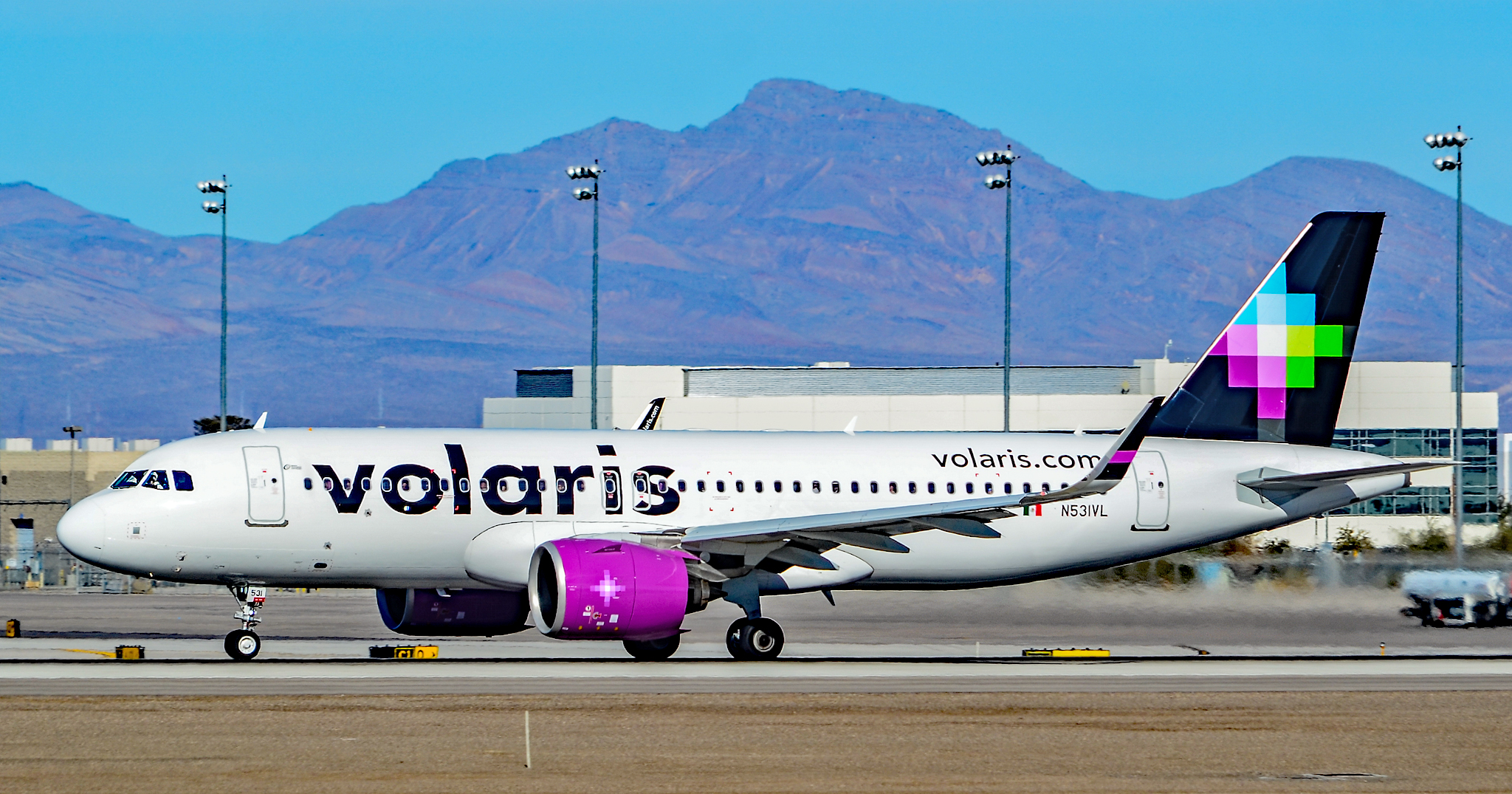
Volaris Airbus A320-271N (neo)

## Flotte
En avril 2025, les avions suivants sont en service au sein de la flotte de Volaris:

## Partenariats
- Southwest Airlines[5][source insuffisante]

## Prix
Volaris a été élue meilleur compagnie aérienne à bas prix d'Amérique centrale en 2009 selon Skytrax.

## Galerie

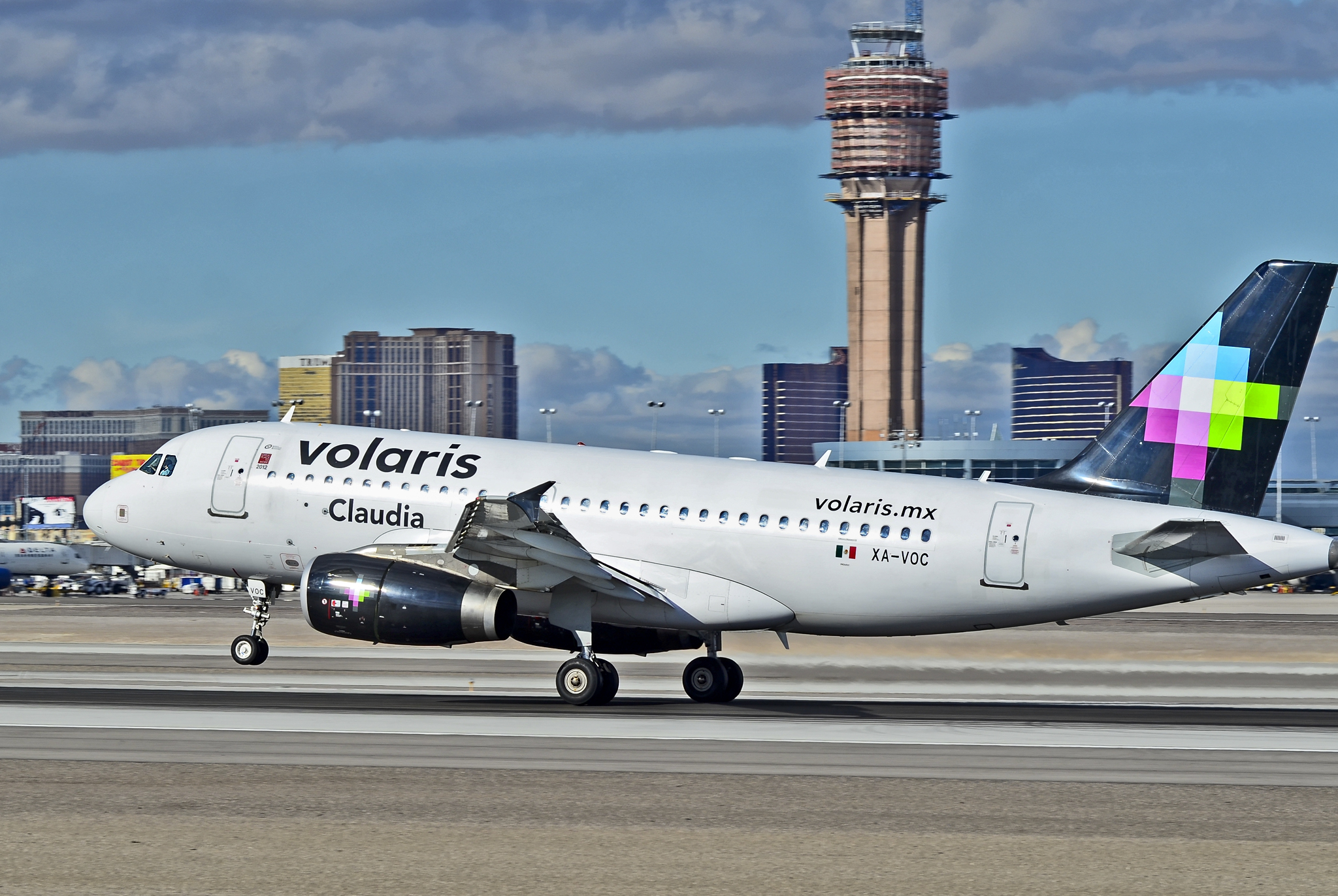
Volaris Airlines Airbus A319-132 (XA-VOC) "Claudia"
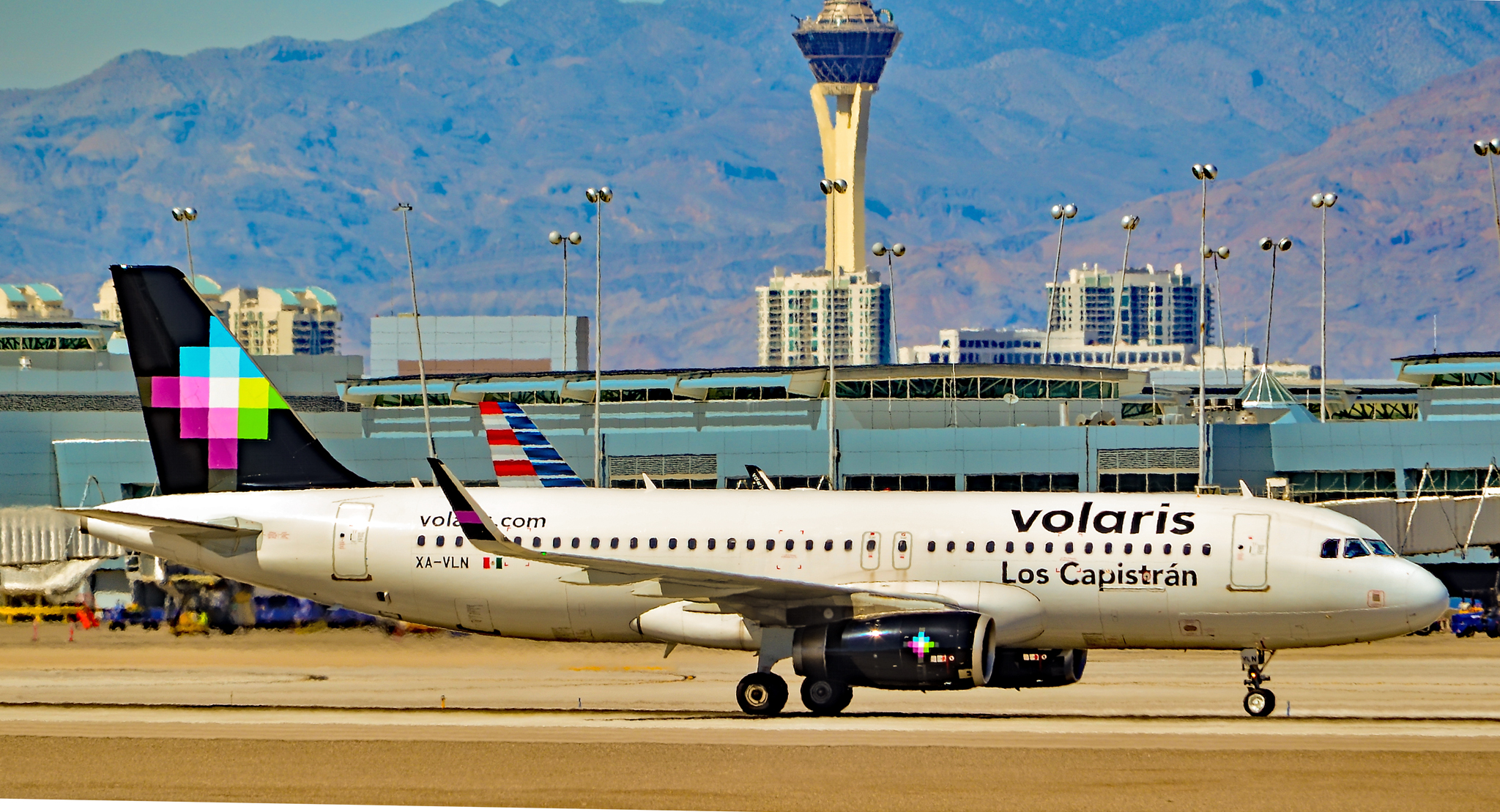
Airbus A320-233 (XA-VLN) "Los Capistrán" en 2016
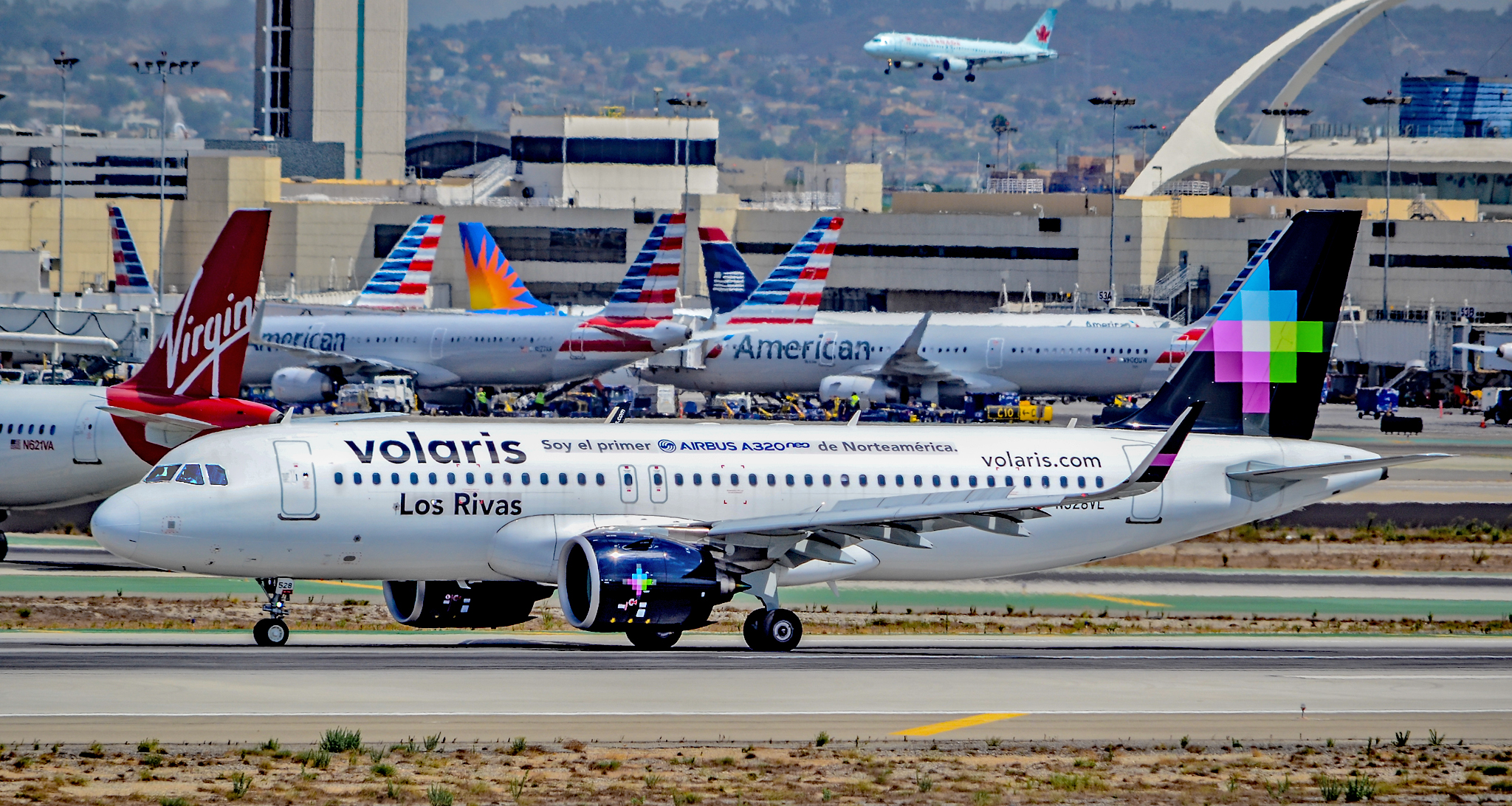
Volaris Airbus A320-271N "Los Rivas" "Soy el primer Airbus A320NEO de Norteamérica" Premier Airbus A320neo en service en Amérique du nord
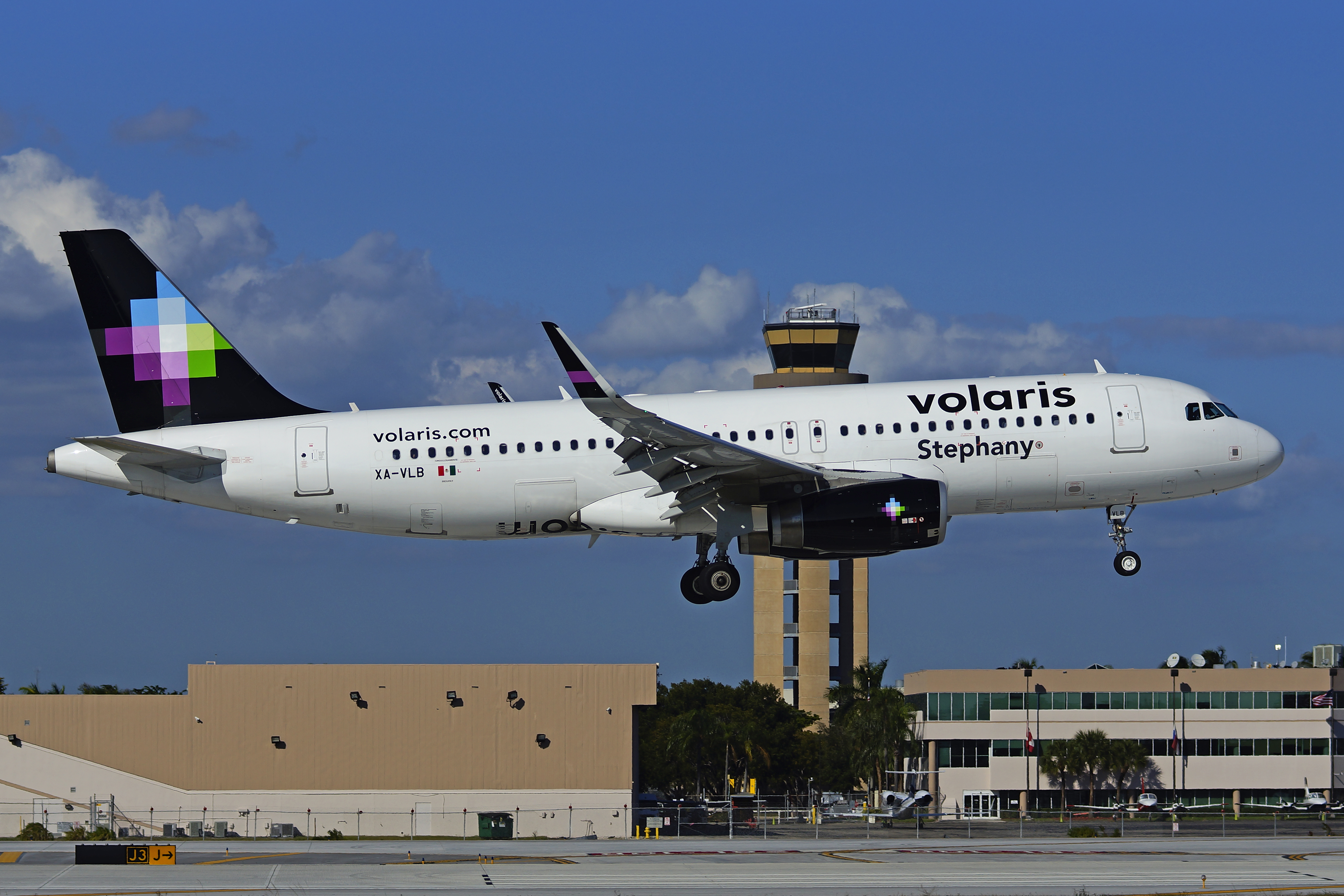
Airbus A320-233 de Volaris, immatriculé XA-VLB